# Torebka (botanika)

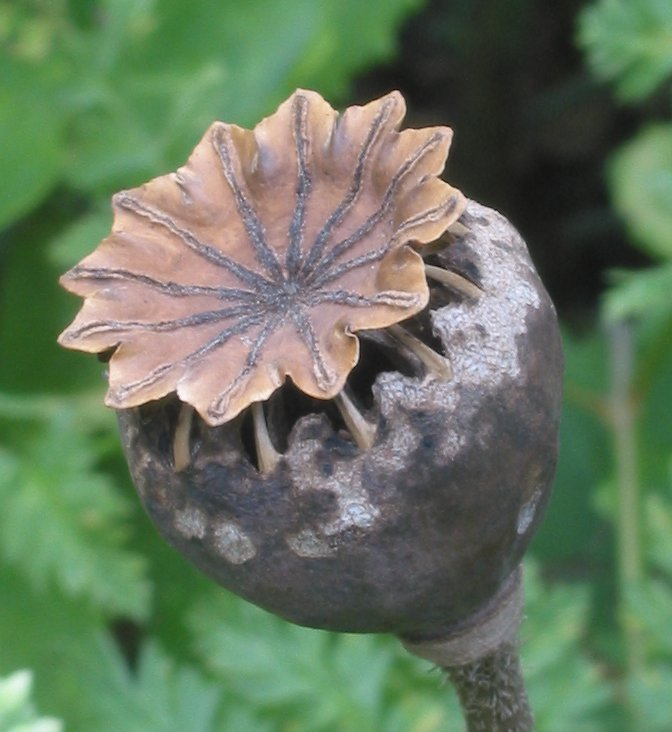
Dojrzała torebka maku lekarskiego

Torebka (ang. capsule, łac. capsula) – typ owocu pojedynczego, pękającego, zwykle suchego. Torebka może być zbudowana z dwóch lub wielu owocolistków. Torebka może być jednokomorowa, podzielona na tyle komór, ile owocolistków lub częściowo podzielona tzw. przegrodami fałszywymi, nie dochodzącymi do środka owocu.
Torebki uwalniają nasiona pękając szczeliną lub klapami, ewentualnie przez otworki lub odpadające wieczko.
Owoce pękają komorowo, przegrodowo i przegrodołomnie. W pierwszym przypadku torebka pęka wzdłuż nerwu środkowego owocolistka, tak że w efekcie poszczególne cząstki rozpadającego się owocu składają się z dwóch zrośniętych połówek sąsiadujących owocolistków (tak pękają np. owoce tulipana i kosaćca). Pękanie przegrodowe następuje wzdłuż linii zrośnięcia owocolistków, a torebka rozpada się wówczas na poszczególne owocolistki (tak pękają owoce np. dziurawca i naparstnicy). W końcu pękanie przegrodołomne następuje w przypadkach, gdy rozrywają się przegrody wewnętrzne, wskutek czego otwarta torebka, rozpadając się na poszczególne owocolistki, ukazuje wewnętrzną kolumnę centralną z pozostałościami przegród (tak pękają np. owoce bielunia i różanecznika).
U goździkowatych torebki otwierają się na szczycie w ten sposób, że poszczególne owocolistki rozchylają się ząbkami. W przypadku maku torebka zwana "makówką" przykryta jest od góry zdrewniałą pozostałością szerokiego znamienia, pod którym powstaje szereg otworów otwierających się klapkami. Podobnie poprzez otworki wysypują się z torebek nasiona dzwonków. U niektórych rodzajów (np. kurzyśladu i babki) torebki pękają wokół swego obwodu otwierając się wieczkiem. Czasem owoce takie określane są mianem "puszki".
Torebka jest najczęściej owocem suchym, rzadko ma mięsistą owocnię, jak u kasztanowca.